# Timex Sinclair 2068

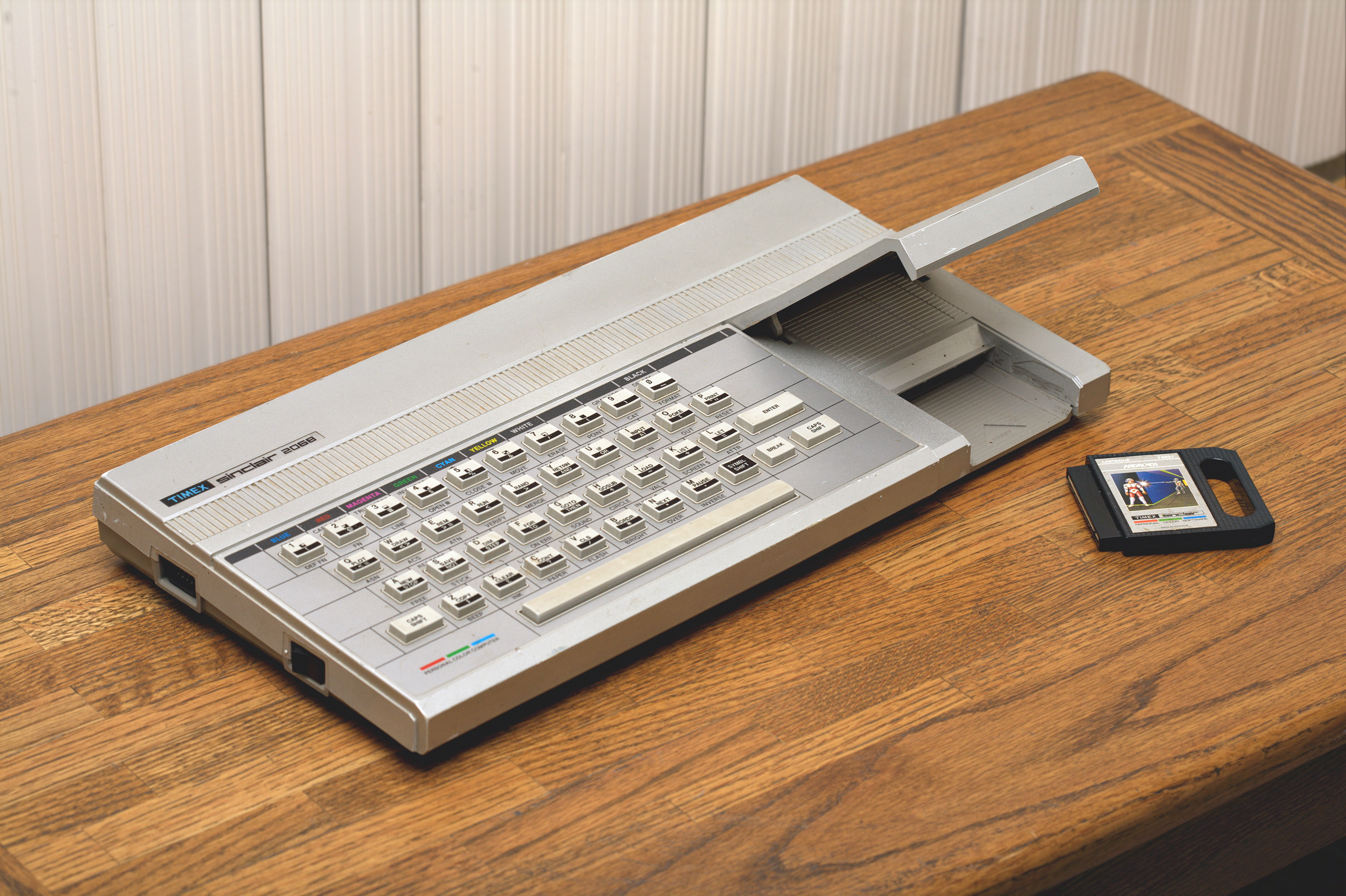
TS 2068 con la porta per le cartucce ROM aperta e una cartuccia

Il Timex Sinclair 2068 (TS2068) è un clone potenziato dell'home computer ZX Spectrum, prodotto negli USA dalla Timex Sinclair tra il 1983 e il 1989 su licenza della britannica Sinclair Research. Fu il quarto e ultimo home computer per il mercato statunitense prodotto dall'azienda. 
In Portogallo e in Polonia fu commercializzato come Timex Computer 2068, più tardi venne distribuita nello Stato dell'Europa dell'est una versione denominata Unipolbrit Komputer 2086.

## Specifiche tecniche
Il Timex Sinclair 2068 fu pubblicizzato come macchina a colori e con 72K di memoria (48K RAM + 24K ROM), dal prezzo conveniente inferiore ai 200 USD.
Fu uno dei primi cloni delle macchine Sinclair che miglioravano in modo significativo il progetto originale; esso aggiunse un certo numero di nuove caratteristiche tra cui:
- un chip sonoro AY-3-8912, come venne più tardi usato dalla stessa Sinclair nello ZX Spectrum+ 128K (ma mappato verso differenti porte di I/O e quindi le macchine erano incompatibili fra loro);
- due porte per il joystick;
- una tastiera chiclet leggermente migliore, con tasti in plastica rigida;
- una porta per le cartucce sulla destra della tastiera, per usare software basato su ROM;
- un ULA migliorato che offriva ulteriori modalità grafiche:
  - la risoluzione standard del Sinclair a 256×192 pixel con una risoluzione dei colori di 32×24 caratteri (è possibile specificare il colore di penna e quello di sfondo per ogni cella di 8x8 pixel);
  - la gestione di due schermi a risoluzione standard;
  - una "modalità a colori estesa", sempre a 256×192 pixel ma con risoluzione dei colori più fine, in cui si stabiliscono colori specifici di penna e sfondo per celle da 8x1 pixel, anziche' per celle di 8x8.
  - una modalità monocromatica di 512×192 pixel.

Il Sinclair BASIC fu esteso con le nuove parole chiave STICK, SOUND, ON ERR, FREE, DELETE, RESET che erano indirizzate al controllo del nuovo hardware e all'introduzione della memoria di tipo bank switching, permettendo alle cartucce ROM di essere mappate in memoria.
Tali modifiche resero la macchina incompatibile con la maggior parte del software scritto in codice macchina dello Spectrum; in pratica, di tutti i titoli commercializzati, meno del 10% veniva eseguito con successo. Per ovviare a questo inconveniente, un gruppo di appassionati costruì una cartuccia provvista della ROM originale dello Spectrum, per emulare l'ambiente originale e usare la biblioteca software già sviluppata.

## Differenze tra i modelli
Dal momento che Timex Corporation rese il TS2068 perfino hardware incompatibile con lo ZX Spectrum, la filiale Timex del Portogallo apportò alcune modifiche nel TC2068:
- sostituzione del buffer dei bus con resistenze come quelle dello ZX Spectrum;
- cambio dei connettori I/O per essere compatibile con lo ZX Spectrum (non richiedendo la scheda Zebra Twister);
- cambio della forma dello slot frontale per ospitare cartucce più grandi: l'emulatore dello ZX Spectrum su ROM e le cartucce Timeword non erano compatibili con lo slot delle cartucce del TS2068;
- uso dei 9V al posto dei 15V.

Anche UniPolbrit fece alcune modifiche al TC2068 per il loro Komputer 2086:
- ROM modificata;
- sostituzione di una porta dei joystick con una interfaccia parallela per stampante.

## Software disponibile
Timex Computer Corp pubblicò 7 cartucce e 41 cassette per accelerare il lancio del TS2068 (alcuni titoli uscirono sia su cartuccia che su nastro). Il software era molto vario: utility, programmi per contabilità personale, software educativi e giochi. Tutto il software aveva una "part number" ed erano raggruppati con software dello stesso tipo. Furono previste ulteriori 4 cartucce e 23 nastri, ma non furono mai pubblicati; inoltre dalla lista dei software disponibili, 10 sono mancanti.
Timex Portoghese vendette anche ulteriori cartucce (l'emulatore dello ZX Spectrum era venduto insieme al TC2068), software su nastro e software su dischi FDD. Tasword per Timex FDD fu venduto da Timex del Portogallo.